# Johann Augustin Wagner
Johann Augustin Wagner (1734-1807) (* Lohmen, perto de Pirna, 19 de Dezembro de 1734 † Merseburgo, 14 de Junho de 1807) foi um pedagogo e filólogo clássico alemão.

## Publicações
- Dio Cassius Römische Geschichte. Aus dem Griechischen übersetzt. Vier Bände, Frankfurt am Main 1783–1787
- Ammian Marcellin aus dem Lateinischen übersetzt und mit erläuternden Anmerkungen begleitet. Drei Bände, Frankfurt am Main 1792–1794
- Alciphronis rhetoris epistolae ex fide aliquot codicum recensitae vum Stephani Bergleri commentario integro, cui aliorum criticorum et suas notationes versionem emendatam indiculumque adiecit Ioannes Augustinus Wagner. Zwei Bände, Leipzig 1798
- C. Valerii Flacci Setini Balbi Argonauticon libri VIII: Ad optimorum exemplarium fidem recensiti atque prooemio argumentis et indice rerum instructi a Ioanne Augustino Wagner. Göttingen 1805
- Commentarius perpetuus in C. Valerii Flacci Setini Balbi Argonauticon libros VIII. Göttingen 1805
- Dithmari episcopi Merseburgensis Chronicon ad fidem codicis qui in tabulario regio Dresdae servatur denuo recensuit I. F. Ursini, I. F. A. Kinderlingii et A. C. Wedekindi passim et suas adiecit notas Ioan. Augustin. Wagner. Nürnberg 1807
- Ammiani Marcellini quae supersunt cum notis integris Frid. Lindenbrogii, Henr. et Hadr. Valesiorum et Iac. Gronovii quibus Thom. Reinesii quasdam et suas adiecit Io. Augustin. Wagner. Editionem absolvit Car. Gottlob Aug. Erfurdt. Leipzig und London 1808